# Sabile
Sabile (németül: Zabeln) város Lettországban, az Abava folyó partján.

## Története
Sabile területén egy kur földvár állt, amelyet 1253-ban foglalt el a Kardtestvérek rendje. A település és a környéke 1462-ig volt a rend birtoka. A 17. században Jakab kurföldi herceg tette a Kurzemei hercegség részévé.
Hivatalosan 1917-ben vált várossá. A 2009-es közigazgatási reformig Lettország Talsi járásához tartozott.

## Nevezetességek, látnivalók

### Evangélikus templom
A sabilei evangélikus templomban található Lettország legöregebb templomi harangja. A harangot 1450-ben öntötték német mesterek.

### Sabilei zsinagóga

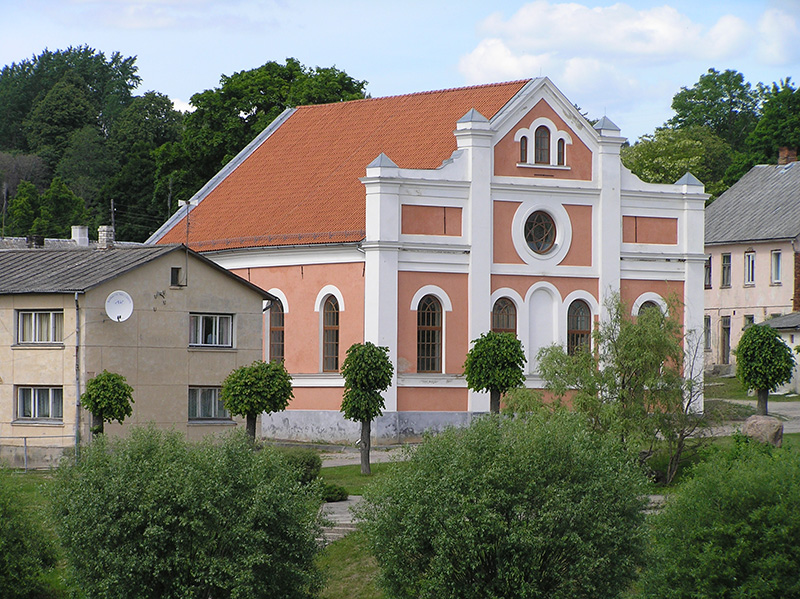
A sabilei zsinagóga

A sabilei zsinagóga 1890-ben épült, ebben az időben Sabile lakosságának 73%-a volt zsidó. A zsinagóga ma konferenciateremként üzemel.

### Sabilei szőlőhegy

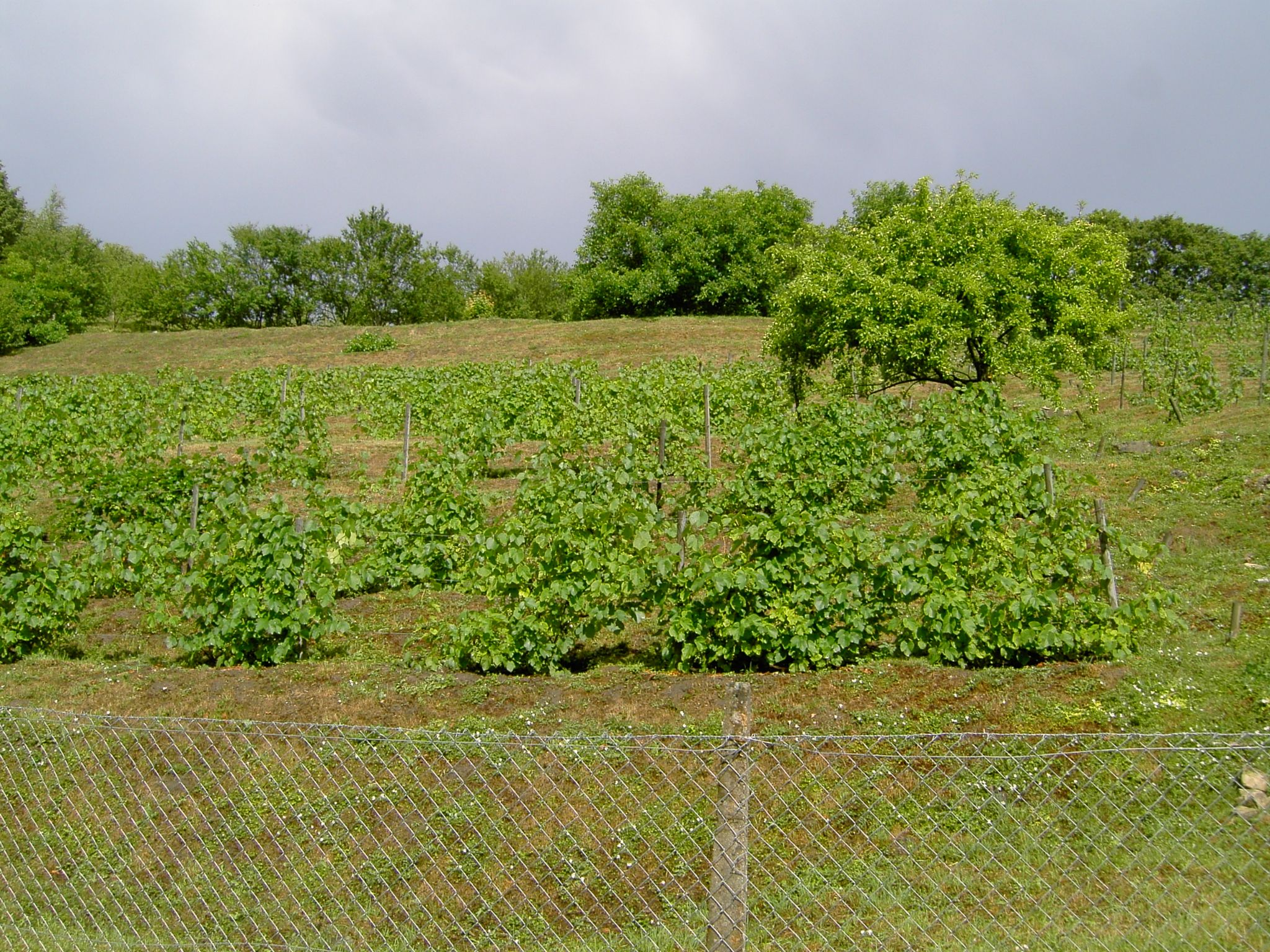
A sabilei szőlőhegy

A sabilei szőlőhegy a város szimbóluma, a szőlő a város címerének központi eleme. A szőlőhegy területe megközelítően másfél hektár. Mint a világ legészakibb szőlőültetvénye, a sabilei szőlőhegy bekerült a Guinness Rekordok Könyvébe.

### Brinken mauzóleum
Brinken báró családjának 1780-ban épült sírhelye.